# Haus mit Katzen (Kiew)
Das Haus mit Katzen (ukrainisch Будинок з котами) oder auch Jahymowskoho-Haus (Буди́нок Ягимо́вського) ist ein denkmalgeschütztes Herrenhaus in der ukrainischen Hauptstadt Kiew.
Das Haus mit Katzen wurde 1909 vom Kiewer Architekten Wolodymyr Bessmertnyj (ukrainisch: Володимир Адріанович Безсмертний; 1861–1940) im Jugendstil mit neogotischem Einfluss für den Oberst Fedir Jahymowskyj (Федір Ягимовський) errichtet. Von 1917 bis 1920 lebte der Ingenieurwissenschaftler Stepan Tymoschenko in dem Haus.
Seinen Namen erhielt das Architekturdenkmal aufgrund der am Gebäude angebrachten Katzenmotive. Neben diesen Motiven sind auch Eulen- und Chimärenmotive am Haus zu finden. Das Gebäude befindet sich in Kiewer Stadtrajon Schewtschenko auf der Hoholiwska-Straße (Hoholiwska wulyzja) 23 am Rande der Kiewer Innenstadt.

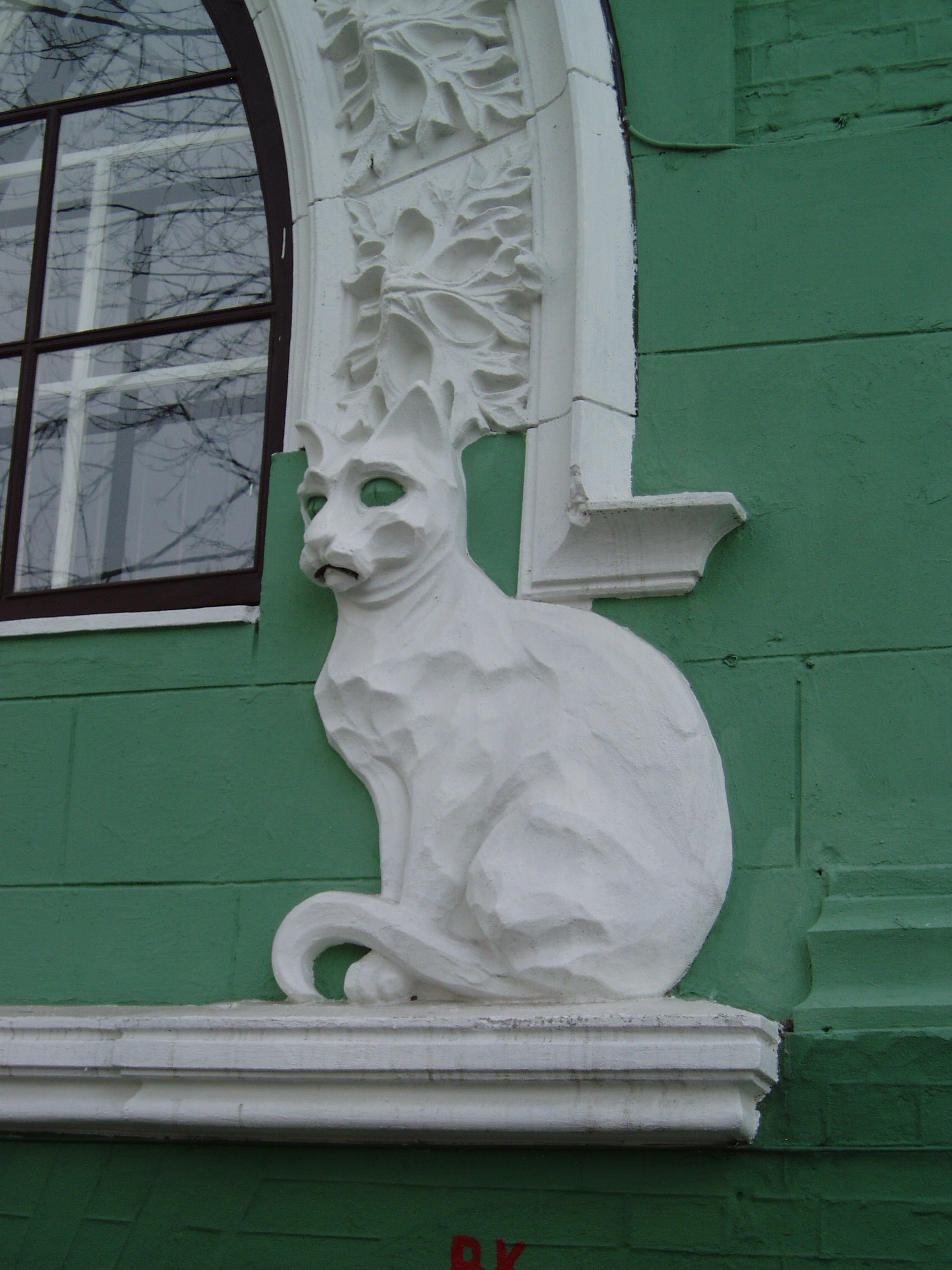
Katzenmotiv am Haus
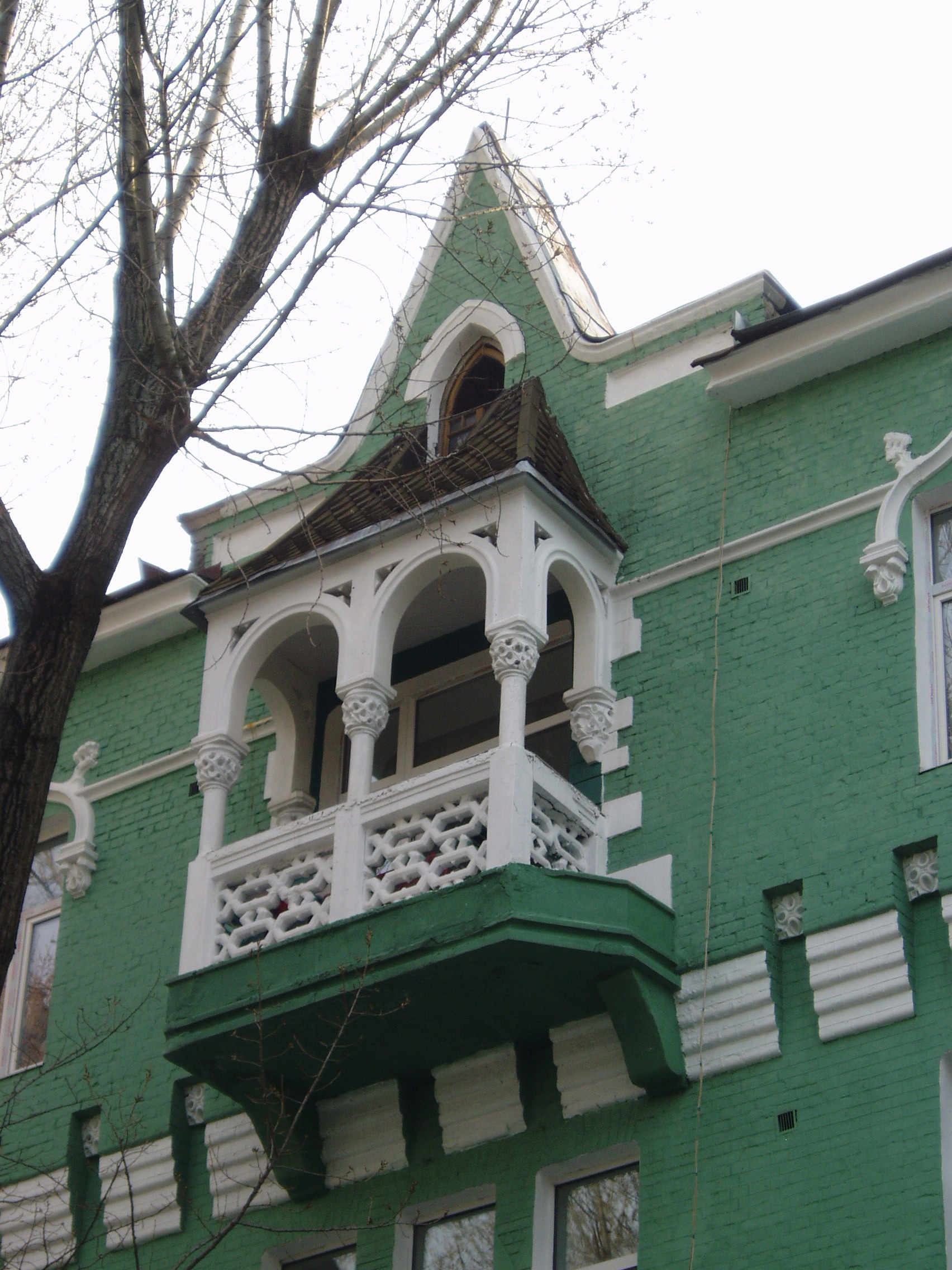
Neogotischer Balkon
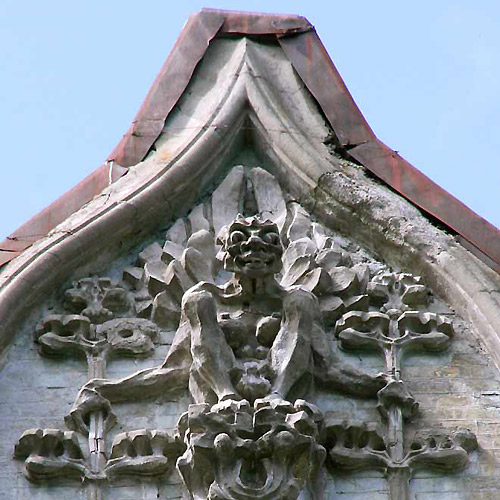
Chimäre am Giebel
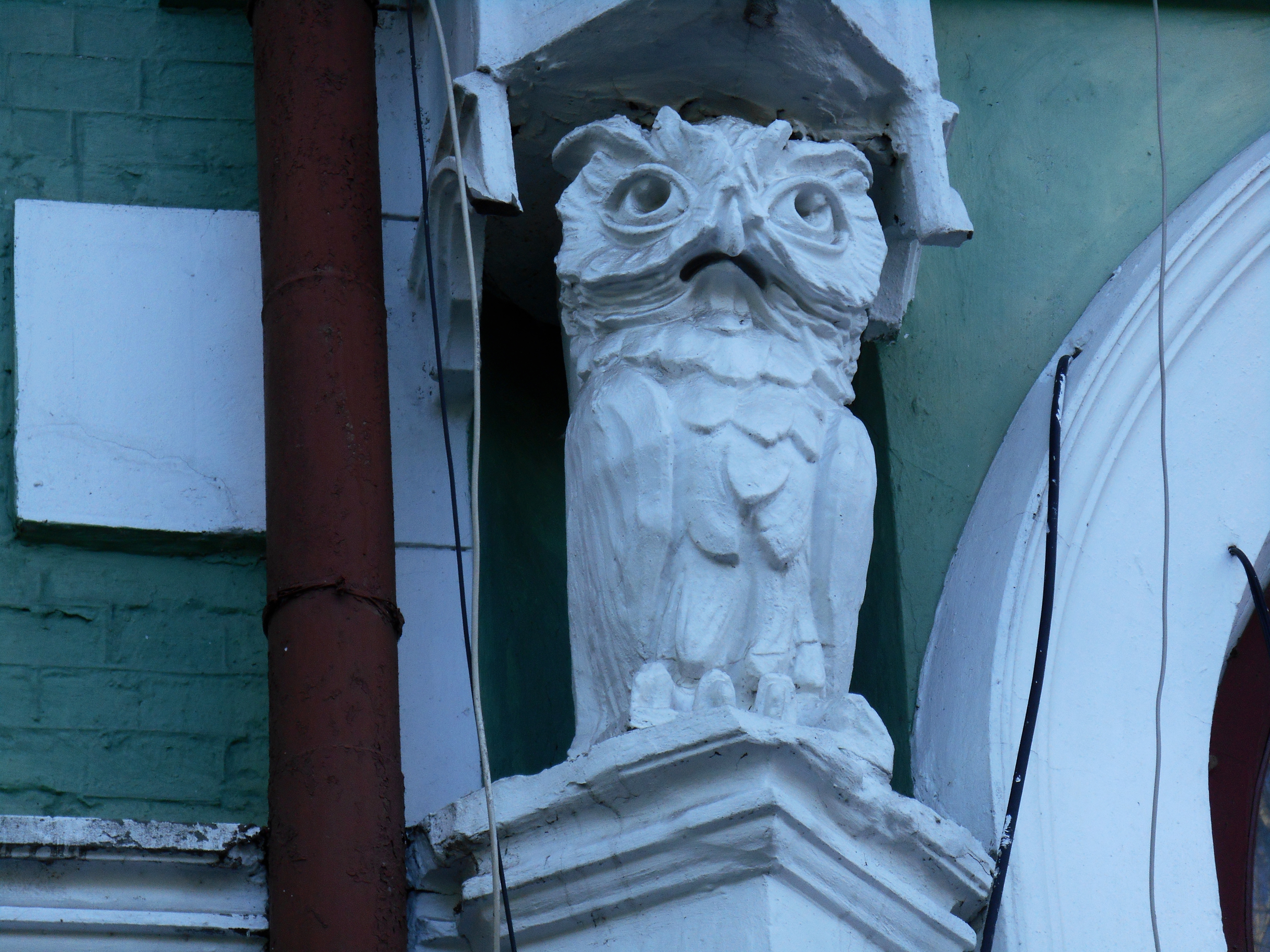
Eulenmotiv
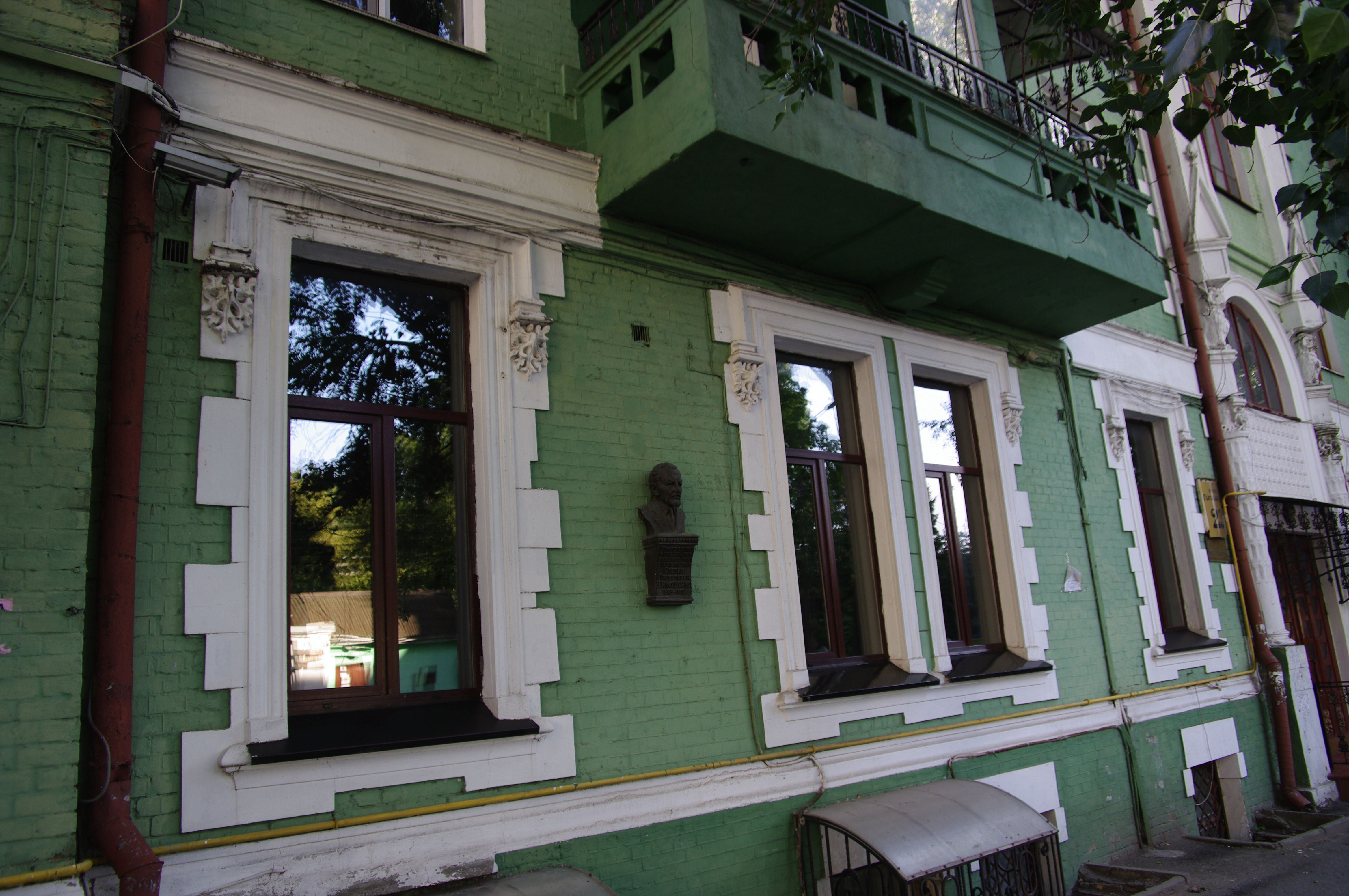
Gedenktafel für Stepan Tymoschenko